# 9101 Rossiglione
9101 Rossiglione eller 1996 XG2 är en asteroid i huvudbältet som upptäcktes den 3 december 1996 av Farra d'Isonzo-observatoriet i Farra d'Isonzo. Den är uppkallad efter den italienska byn Rossiglione.